# 沃加尔市镇
沃加尔市镇是冰岛南半岛区的市镇，位于雷克雅維克和国际机场所在地凯夫拉维克之间。市镇中心为沃加爾镇。市镇面积为165平方公里，人口数量为1,396人（2023年）。